# András Ruják
András Ruják (Budapest, 30 luglio 1988) è un cestista ungherese.

## Carriera
Con l'Ungheria ha disputato i Campionati europei del 2017.